# Te ador (album)
Te ador este cel de-al doilea album de studio al cântăreței de origine română Elena Gheorghe, lansat în toamna anului 2007. Albumul a fost unul preponderent latino, asemănător celor lansate cu formația Mandinga.

## Conținut
- Ediție Standard:

1. „Te ador”
2. „Până la stele”
3. „O nouă viață”
4. „Jumătate”
5. „Lână mine”
6. „I Love U”
7. „My Superstar”(feat. Ciro de Luca)
8. „Zile și nopți”
9. „Promisiuni”
10. „Tot ce vreau”
11. „Spune-mi”

- Ediție Specială

1. „The Balkan Girls”
2. „The Balkan Girls (David Dee Jay Club Remix)”
3. „The Balkan Girls (DJ Daronee Remix)”
4. „Te Ador”
5. „O Nouă Viață”
6. „Jumătate”
7. „Până la Stele”
8. „Tot ce Vreau”
9. „Spune-mi”
10. „Lângă Mine”
11. „Promisiuni”
12. „Zile Și Nopti”
13. „My Superstar”
14. „I Love You”
15. „Te Ador (Video)”

## Piese promovate
| Topul            | Anul | Cântecul           | Poziția maximă |
| ---------------- | ---- | ------------------ | -------------- |
| Romanian Top 100 | 2008 | "Te ador"          | 24             |
| Romanian Top 100 | 2008 | "Până la stele"    | -              |
| Romanian Top 100 | 2009 | "The Balkan Girls" | 1              |